# Brita-Stina Sjaggo
Brita-Stina Maria Sjaggo, född 25 september 1982, är en svensk-samisk sångare och renskötare.
Brita-Stina Sjaggo är sångerska i folkpopbandet Jarŋŋa ("den vidaste delen av vattnet"), som startades 2008 av Katarina Rimpi och Mandy Senger. Hon var ordförande i Sáminuorra 2004–06.

## Diskografi
- Jukkaslåtar - Songs For Jukkasjärvi, 2010, BIS/Naxos, med Gunnar Idenstam (orgel) och vokalisterna Brita-Stina Sjaggo och Simon Marainen[2]
- Jarŋŋa 2011